# Maurice Benayoun
Maurice Benayoun (MoBen, 莫奔; * 29. März 1957 in Muaskar, Algerien) ist ein französischer Medienkünstler und Hochschullehrer.

## Leben
Benayoun, dessen Vater vor seiner Geburt im Algerienkrieg ums Leben gekommen war, lebte ab 1958 mit seiner Familie in Paris. Um sein Kunststudium an der Universität Panthéon-Sorbonne zu finanzieren, unterrichtete er ab 1978 Kunst und Literatur an einer Sekundarschule. 1982 erhielt er die Aggregation d’Arts Plastiques, die ihm die Lehrtätigkeit an einer Hochschule erlaubte. Von 1984 bis 2010 war er Assistent Professor an der Universität Panthéon-Sorbonne, wo er in Zusammenarbeit mit der Universität Paris VIII das CITU (Création Interactive Transdisciplinaire Universitaire) Forschungszentrum gründete. Daneben war er von 1995 bis 1997 Artist in Residence und Professor an der École nationale supérieure des beaux-arts de Paris (ENSBA). Seine Dissertation Artistic Intentions at Work, Hypothesis for Committing, betreut von Anne-Marie Duguet, wurde mit einer mention très honorable, avec felicitations du jury ausgezeichnet.
Im Jahr 2010 wurde Benayoun Associate Professor an der Universität Paris VIII. Dort gründete er 2011 das H2H Lab (Human to Human Lab) und war im gleichen Jahr Mitbegründer des Arts-H2H Labex (Lab of Excellence). 2012 erhielt er eine Professur an der School of Creative Media der City University of Hong Kong. Als Gast hielt er Vorlesungen und Vorträge an Universitäten und bei Konferenzen u. a. in den USA, Kanada, Japan und Deutschland.
Bereits in den 1980er Jahren realisierte Benayoun Videoinstallationen und drehte Kurzvideos über Künstler wie Daniel Buren, Jean Tinguely, Sol LeWitt und Martial Raysse. 1987 war er Mitbegründer der Z-A Production, eines Laboratoriums für innovative Computergrafik und virtuelle Realität, das bis 2003 bestand. Von 1990 bis 1993 arbeitete er mit dem Belgier François Schuiten an der auf dem Computer realisierten Animationsserie Quarxs, die Preise bei mehreren internationalen Festivals erhielt. 
In den 1990er Jahren wandte sich Benayoun zunehmend der virtuellen Realität und interaktiven Installationen zu. Für sein erstes Soloprojekt The Tunnel under the Atlantic verband er virtuell das Pariser Centre Georges-Pompidou mit dem Museum of Contemporary Art in Toronto. Für die Cité des sciences et de l’industrie schuf er das interaktive Design für die Ausstellungen Navigation Room (1997) und The Membrane (2001). Für den Pavillon Planet of Visions bei der Expo 2000 in Hannover entstand seine Installation The Panoramic Tables. Die permanente Installation War and Peace im Arc de Triomphe, eine Gemeinschaftsarbeit mit dem Architekten Christophe Girault, wurde 2007 eröffnet und im Herbst 2018 von Teilnehmern der Gelbwestenbewegung zerstört. Seine Ausstellung Cosmopolis, Overwriting the City (2005) wurde während des Französischen Jahres in China u. a. in Shanghai, Peking, Chendu und Chongqing gezeigt.
Das urbane Medienkunstprojekt NeORIZON realisierte Benayoun 2008 in den Straßen von Shanghai, ein weiteres, Emotion Forecast, präsentierte er in Paris (2011), New York (2012), Sao Paulo, Berlin, Melbourne und Hong Kong. Bei seinem Open Sky Project projizierte er 2014 auf einen der größten Bildschirme der Welt, die Fassade des International Commerce Centre in Hongkong die Werke von mehr als 100 jungen Künstlern und Studenten.

## Auszeichnungen
Ausgezeichnet wurde Benayoun u. a. mit dem Stipendium Villa Medicis Hors les Murs (1983, für das Projekt Art After Museum), mehreren Preisen des Festivals Ars Electronica (u. a. der Golden Nica) und vier International Monitor Awards.